# Ратько, Константин Станиславович
Константин Станиславович Ратько (род. 6 апреля 1985) — российский самбист и дзюдоист, призёр чемпионатов России по самбо, абсолютный чемпион России по самбо, призёр чемпионатов России по дзюдо, серебряный призёр чемпионата Европы по самбо, мастер спорта России международного класса.

## Спортивные результаты

### Дзюдо
- Первенство России по дзюдо среди кадетов 2001 года — ;
- Чемпионат России по дзюдо 2008 года — ;

### Самбо
- Чемпионат России по самбо 2007 года — ;
- Абсолютный чемпионат России по самбо 2009 года — ;
- Чемпионат России по самбо 2010 года — ;
- Чемпионат России по самбо 2011 года — ;
- Чемпионат России по самбо 2013 года (свыше 100 кг) — ;
- Абсолютный чемпионат России по самбо 2013 года — ;
- Чемпионат России по самбо 2015 года — .